# 春名展生
春名 展生（はるな のぶお、1975年3月12日 - ）は、日本の政治学者、東京外国語大学学長。専門分野は、国際政治学、日本政治外交史。

## 来歴
幼少期はアメリカ合衆国ニューヨークで過ごす。マンハッタン区にある国連の学校「United Nations International School」、通称「ユニス」に小学校3年まで通った。環境問題および国際政治に関心があり、悩んだ末、学部は、東京大学工学部で都市計画を専攻した。しかし、環境問題を解決するためには国際政治の理解が欠かせないと考え、大学院では国際関係・国際政治を専攻した。
- 好きな言葉：ケセラセラ
- 座右の銘：知好楽

## 経歴
- 1993年3月 桐蔭学園高等学校理数科 卒業
  - 中学高校時代は、野球部に打ち込む
- 1993年4月 東京大学教養学部理科一類 入学
  - 学部時代は、4年間ラグビー部に所属
- 1995年4月 東京大学工学部都市工学科都市計画コース 進学
- 1997年3月 同 卒業、学士（工学）
- 1997年4月 東京大学大学院総合文化研究科修士課程（国際社会科学専攻） 入学
- 2000年3月 同 修了、修士（学術）
- 2000年4月 東京大学大学院総合文化研究科博士課程（国際社会科学専攻） 入学
- 2008年3月 同 退学
- 2014年6月 博士（学術）（東京大学）：学位論文「進化論から地政学へ : 近代日本における国際政治学の形成」[1]
- 2015年4月 東京外国語大学大学院国際日本学研究院 講師
- 2018年4月 同 准教授
- 2021年4月 兼 同 国際日本学部 学部長補佐（～2021年9月）
- 2023年4月 兼 同 副学長（国際、国際教育等担当）（～2025年3月）
- 2024年4月 同 大学院国際日本学研究院 教授
- 2025年4月 国立大学法人東京外国語大学 学長
  - 就任時、国立大学法人の学長として最年少（50歳）

（出典）